# Didier Merchán
Merchán  Cardona est un nom espagnol. Le premier nom de famille, en général paternel, est Merchán ; le second, en général maternel, souvent omis, est Cardona.
Didier Norberto Merchán Cardona, né le 26 juillet 1999 à Líbano, est un coureur cycliste colombien.

## Biographie
Didier Merchán naît à Líbano (Tolima) dans une famille de paysans,. 
Il passe professionnel en Europe à partir de 2022 au sein de l'équipe Drone Hopper-Androni Giocattoli, pour un contrat initial de deux ans. 

## Palmarès

### Par année
- 2019
  - 10e étape du Clásico RCN
- 2020
  - 3e étape de la Vuelta al Tolima
  - 2e de la Vuelta al Tolima
  - 3e du Clásico RCN
- 2021
  - Giro del Medio Brenta
  - Vuelta a Antioquia
  - 2e de la Vuelta de la Juventud
- 2022
  - 8e étape du Tour du Táchira
  - 3e du Tour du Táchira

### Classements mondiaux
| Année                                 | 2021 | 2022  | 2023  |
| ------------------------------------- | ---- | ----- | ----- |
| Classement mondial                    | 974e | 1244e | 1115e |
| UCI America Tour                      | 133e | 162e  | nc    |
|                                       |      |       |       |
| Légende : nc = non classéSource : UCI |      |       |       |